# Andreas Bergner
Andreas Bergner, född 28 april 1678 i Älvestads församling, Östergötlands län, död 2 juli 1751 i Ulrika Eleonora församling, Stockholm, var svensk präst.

## Biografi
Bergner föddes 28 april 1678 i Älvestads församling, Östergötlands län. Han var son till bonden Jonas Andersson och Kerstin Larsdotter. Bergner blev 18 maj 1700 student vid Uppsala universitet, Uppsala. Han prästvigdes 29 mars 1705 i Linköping och blev samma år präst vid Östgöta infanteriregemente. Han tillfångatogs 1 juli 1709 i Njepern och frigavs först 1722.
1722 eller 1723 blev han pastorsadjunkt i Skeppsholmens församling i Stockholm och avlade 6 april 1725 pastoralexamen vid Uppsala universitet. Han blev 15 juli 1724 kyrkoherde i Ulrika Eleonora församling, Stockholm (tillträde 1 maj 1725) och blev 1 september 1725 assessor vid Stockholms konsistorium. Bergner avled 2 juli 1751 i Ulrika Eleonora församling.

### Familj
Bergner gifte sig med Christina Elisabeth Wisstock (1689–1772), troligen dotter till den tyske prästen Joachim Wittstock. De fick tillsammans barnen Christina Helena Bergner (11722–1779) som var gift med kvartermästaren Carl Friedrich Christierning och kyrkoherden Jakob Lars Wallén i Ukna församling, Anna Elisabeth Bergner (1724–1811), Margareta Bergner (död 1780) och Hedvig Maria Bergner.

### referenser
1. 1 2 3 4 5 6 7 8 9 10  Gunnar Hellström, Stockholms stads herdaminne från reformationen intill tillkomsten av Stockholms stift : Biografisk matrikel, 1951, s. 589-590, läst: 22 november 2021.[källa från Wikidata]
2. 1 2 3 4 5  Klas Odén, Östgötars minne : biografiska anteckningar om studerande östgötar i Uppsala 1595-1900, 1902, s. 113, läst: 26 november 2021.[källa från Wikidata]
3. 1 2 3  Hellström, Gunnar (1951). Stockholms stads herdaminne från reformationen intill tillkomsten av Stockholms stift: biografisk matrikel. Monografier / utgivna av Stockholms kommunalförvaltning ; [11]. Stockholm: Stockholms kommunförvaltning. sid. 589-590. Libris 24465. https://runeberg.org/sthlmherd/0590.html